# APS-Hサイズ
APS-Hサイズは、デジタルカメラの固体撮像素子（イメージセンサーとも）のサイズ規格のひとつである。
そのイメージサークルの直径(即ち対角線の長さ)がAPSカメラシステムのHタイプ（30.2×16.7mm《対角線長約34.5mm》、アスペクト16:9）フォーマットに近いことから通称として呼ばれるようになった。これがデジタル一眼レフカメラでは、アスペクトが3:2になり、サイズは27～28mm程度×18～19mm程度( 対角線長33～34mm程度 )、 画角比1.25倍が採用されている。

## 概要

### 存在意義
35mmフィルムよりサイズが小さい分写る範囲（=画角）が狭く、交換レンズの焦点距離表記の約1.3倍相当（たとえば50mmレンズを装着すると50×1.3=65mm相当）の画角になる。このサイズは、35mmフルサイズ（36×24mm）の固体撮像素子の製造に必須となるステッパーにて、1回の露光（フルサイズ製造時は2回）で焼ける最大サイズとなるところが重要なポイントである。APS-Cサイズよりも価格面では若干不利であるが、35mmフルサイズ素子と製造ラインが共有できるメリットがある。結果として35mmフルサイズ素子のコストを下げることに貢献している。

### 画質の有利性
35mmフルサイズより撮像素子のサイズは小さくなるが、レンズ中心部のみを使うため、フィルムカメラ時代に設計された古い交換レンズでもレンズの描写力を高めることができ、周辺光量の低下もフルサイズに比べて低く抑えることができる。また、APS-Cよりは素子サイズが大きいため、画質等の性能面で有利になっている。

### 市場性
APS-Hサイズの撮像素子を使用したカメラボディは種類が少ないため、APS-Hサイズに特化した交換レンズの発売は行われておらず、35mmフルサイズの交換レンズを使用することになる。
キヤノンの場合は主に報道などの用途で、望遠と速写性、低ノイズ、高感度が必要とされる市場に特化した製品を供給していたが、民生用レンズ交換式デジタルカメラの撮像素子は35mmフルサイズとAPS-Cサイズに集約され、近年は産業用のデジタルカメラに供給されている。

### APS-Hサイズの撮像素子を使用した製品
| メーカー・機種          | 発売日         | 撮像素子                                             | 備考               |
| ----------------------- | -------------- | ---------------------------------------------------- | ------------------ |
| キヤノン EOS-1D         | 2001年12月     | 28.7×19.1mm 有効画素約415万 CCDセンサー              |                    |
| キヤノン EOS-1D MarkII  | 2004年4月      | 28.7×19.1mm 有効画素約820万 CMOSセンサー             |                    |
| キヤノン EOS-1D MarkIIN | 2005年9月      | 28.7×19.1mm 有効画素約820万 CMOSセンサー             |                    |
| ライカ M8               | 2006年11月     | 27×18mm 有効画素約1,030万 CCDセンサー                | レンジファインダー |
| キヤノン EOS-1D MarkIII | 2007年5月      | 28.1×18.7mm 有効画素約1,010万 CMOSセンサー           |                    |
| ライカ M8.2             | 2008年10月23日 | 27×18mm 有効画素約1,030万 CCDセンサー                | レンジファインダー |
| キヤノン EOS-1D MarkIV  | 2009年12月26日 | 27.9×18.6mm 有効画素約1,610万 CMOSセンサー           | 動画撮影対応       |
| シグマ sd Quattro H     | 2016年12月20日 | 26.7×17.9mm 有効画素約3,860万 Foveon X3 CMOSセンサー | ミラーレス一眼     |

## 関連事項
- 固体撮像素子
- 35mmフルサイズ
- APS-Cサイズ
- フォーサーズ・システム